# Nectandra brochidodroma
Nectandra brochidodroma är en lagerväxtart som beskrevs av J.G. Rohwer. Nectandra brochidodroma ingår i släktet Nectandra och familjen lagerväxter. Inga underarter finns listade i Catalogue of Life.